# Karrie Webb

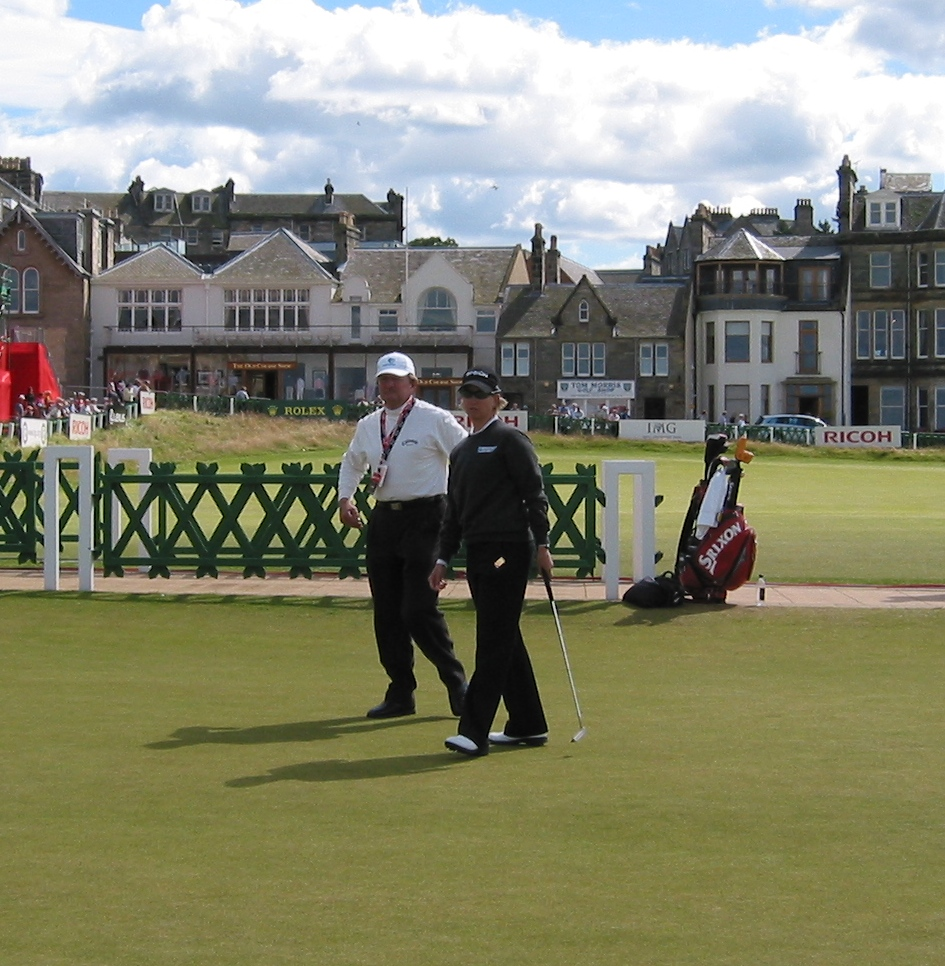
Karrie Webb under Womens British Open 2007

Karrie Anne Webb, född 21 december 1974 i Ayr, Queensland, är en australisk professionell golfspelare. Hon är Australiens bästa kvinnliga spelare och en av de mest framgångsrika genom tiderna.
Webb blev proffs 1994 och kom med på den amerikanska LPGA-touren 1996 och sedan dess har hon vunnit alla majors som har funnits under hennes karriär.
2000 kvalificerade hon sig för World Golf Hall of Fame men kunde inte bli inröstad på grund av att hon inte på tio år hade spelat i touren. 2005 kom hon med och blev därmed den yngsta spelaren som kom med i World Golf Hall of Fame och den titeln kommer hon att behålla fram till 2007 då Se Ri Pak fullbordar sitt tionde år på touren.

## Meriter

### Majorsegrar
- 1999 du Maurier Classic
- 2000 US Womens Open, Kraft Nabisco Championship
- 2001 US Womens Open, LPGA Championship
- 2002 Weetabix Womens British Open
- 2006 Kraft Nabisco Championship

### Segrar på LPGA-touren
- 1995 Weetabix Womens British Open
- 1996 Healthsouth Inaugural, Titleholders Championship, Safeco Classic, LPGA Tour Championship
- 1997 Susan G. Komen International, Weetabix Womens British Open, SAFECO Classic
- 1998 Australian Ladies Masters, Myrtle Beach Classic
- 1999 The Office Depot, Australian Ladies Masters, Standard Register PING, Titleholders Championship, Rochester International
- 2000 The Office Depot, Australian Ladies Masters, LPGA Takefuj Classic, Oldsmobile Classic, AFLAC Champions
- 2001 Tyco/ADT Championship
- 2002 Rochester LPGA
- 2003 John Q. Hammons Hotel Classic
- 2004 Kellogg-Keebler Classic
- 2006 Michelob ULTRA Open at Kingsmill

### Övriga segrar
- 2000 Womens World Cup Golf (med Rachel Hetherington (Teske))
- 2001 Wendys Three-Tour Challenge (med Dottie Pepper och Annika Sörenstam)
- 2003 LPGA Skins Game

### Utmärkelser
- 1996 Rolex Rookie of the Year
- 1997 Vare Trophy, ESPY Outstanding Womens Golf Performer of the Year
- 1999 Rolex Player of the Year, Vare Trophy
- 2000 Rolex Player of the Year, Vare Trophy, Crowne Plaza Achievement Award, Golf Writers Association Female Player of the Year, Queensland Sportswoman of the Year
- 2001 ESPY Outstanding Womens Golf Performer of the Year, Queensland Sportswoman of the Year
- 2002 Queensland Sportswoman of the Year